# Colesbukta (baie)
La  Baie de Colesbukta est un renforcement de l'Isfjorden à l'intérieur de la côte au niveau de Colesbukta. Ce bras de mer est la partie maritime de la Vallée de Colesdalen, qui draine la Coleselva et ses affluents. La côte jouxtant cette baie est constituée de sable dans l'embouchure du fleuve, et rapidement de sols détrempés.
Autrefois, une ligne téléphonique reliait les installations minières de Colesbukta et Barentsburg.